# Высоковский сельский совет (Зеньковский район)
Высоко́вский се́льский сове́т (укр. Високівська сільська рада) — входит в состав Зеньковского района Полтавской области Украины.
Административный центр сельского совета находится в с. Высокое.

## Населённые пункты совета
- с. Высокое